# 吉尔吉斯苏维埃社会主义共和国
吉尔吉斯苏维埃社会主义共和国是苏联設立的第九個加盟共和国，外高加索聯邦被撤銷后為第八個加盟共和國，简称吉尔吉斯。吉尔吉斯位于苏联的中亚地区，东部和中国接壤，北部和哈薩克苏维埃社会主义共和国相邻，西部是乌兹别克苏维埃社会主义共和国，南部和塔吉克苏维埃社会主义共和国相连。首都是伏龙芝（今比什凯克）。
吉爾吉斯原本是隸屬俄羅斯聯邦管轄的自治共和國（ACCP），於1936年12月5日脫離俄羅斯聯邦改制升格為蘇聯直轄的加盟共和國。
1917年，吉尔吉斯建立了苏维埃政权，1924年成为俄罗斯苏维埃联邦社会主义共和国的一个自治州，后改爲自治共和國。1936年成立吉尔吉斯苏维埃社会主义共和国并加入苏联。1991年8月31日宣布脱离苏联独立，改国名为吉尔吉斯共和国，并于同年12月21日加入独联体。